# Locquirec
Locquirec ist eine französische Gemeinde im Département Finistère, an der Grenze zum Département Côtes-d’Armor, in der Region Bretagne. Die Gemeinde gehört zum Arrondissement Morlaix, zum Kanton Plouigneau und zum Gemeindeverband Morlaix Communauté. In Locquirec wohnen 1543 Einwohner (Stand 1. Januar 2022) auf 5,96 Quadratkilometern Fläche.

## Geographie
Locquirec liegt auf einer kleinen Halbinsel in der Bucht von Lannion an der Küste des Ärmelkanals, auf einer Höhe bis zu 78 Metern über dem Meeresspiegel. Von der Landspitze auf der Halbinsel reicht der Blick über den westlichen Teil der Côte de Granit Rose, der Küste mit rötlichem Granitgestein, von der Insel Millau bis nach Tréduder. Im Osten der Halbinsel hat der Fluss Douron, der Grenzfluss zwischen den Départements Finistère und Côtes-d’Armor, die Bucht von Locquirec geschaffen.
Früher war Locquirec, das vom Bistum von Tréguier umgeben war, eine Enklave von Lanmeur, das zum Bistum von Dol-de-Bretagne gehört.

## Bevölkerungsentwicklung
| Jahr                       | 1962 | 1968 | 1975 | 1982 | 1990 | 1999 | 2008 | 2017 |
| Einwohner                  | 972  | 964  | 1035 | 1059 | 1226 | 1293 | 1437 | 1456 |
| Quellen: Cassini und INSEE |      |      |      |      |      |      |      |      |

## Sehenswürdigkeiten
In der Mitte von Locquirec befinden sich die historische Kirche Saint-Jacques im Renaissancestil und der heutige Freizeithafen. Mehrere Strände gehören zur Gemeinde, der Hafenstrand (Plage du Port), der Strand des Dorfzentrums, der Strand Les Sables Blancs (Weißer Strand) und der Strand Le Moulin de la Rive (Flussmühle). Sehenswert ist auch das um 1900 schlossähnlich ausgebaute Manoir de L’Île-Blanche, heute eine kirchliche Bildungsstätte. An einem markanten Platz der Gemeinde hat sich ein außergewöhnliches Vier-Sterne-Grand-Hotel aus Zeiten der Belle Époque bis heute erhalten.

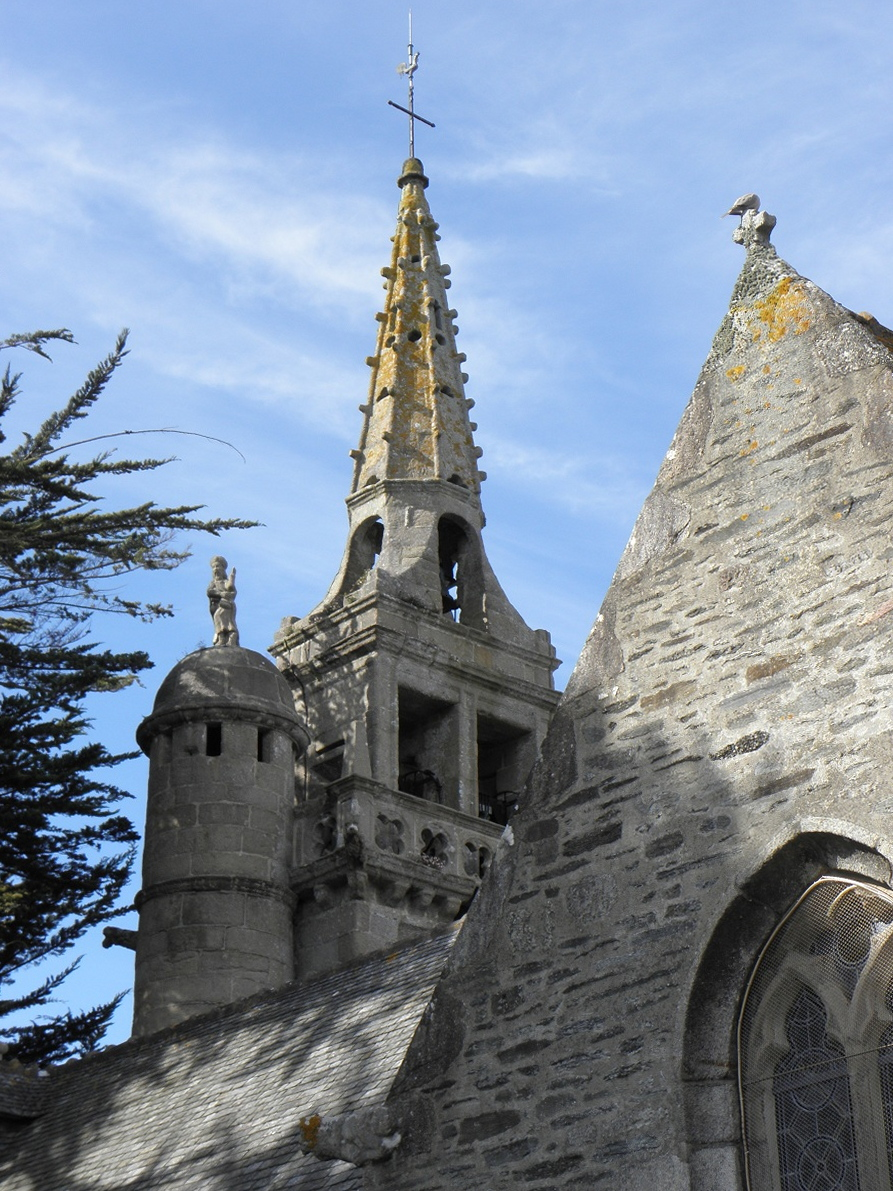
Glockenturm der Église Saint-Jacques von Locquirec
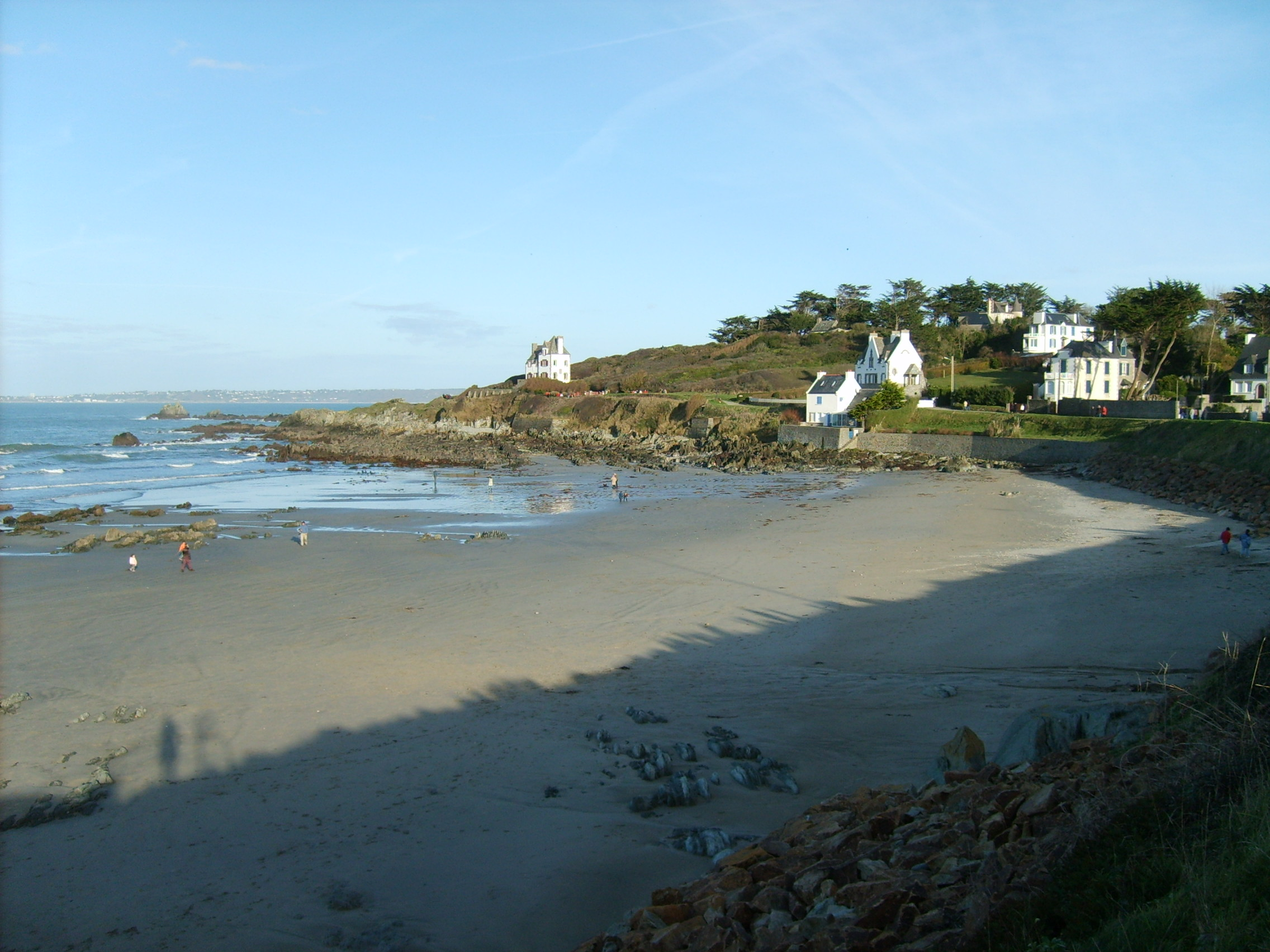
Strand Plage de Porz ar Villiec
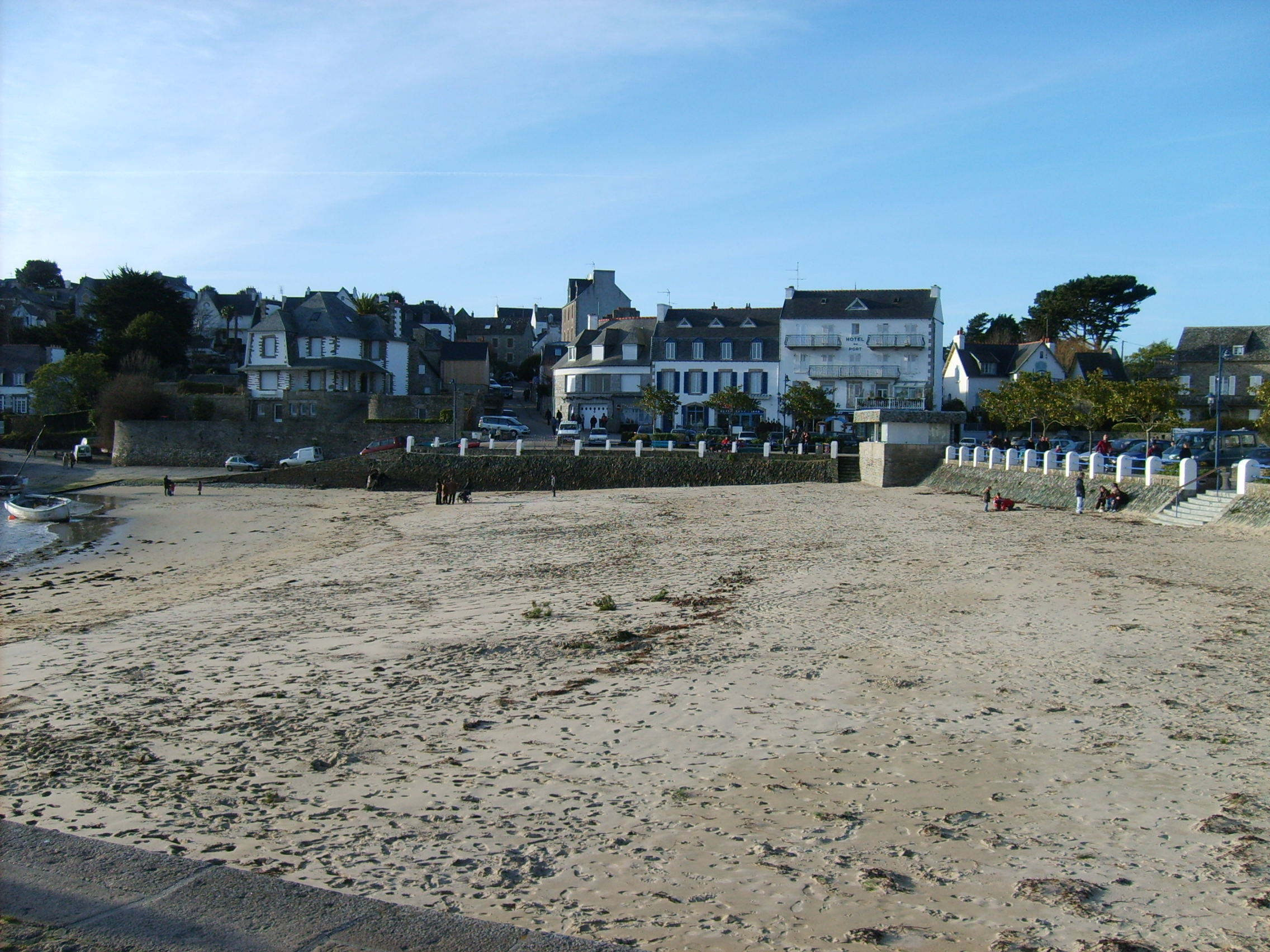
Strand Plage du Port
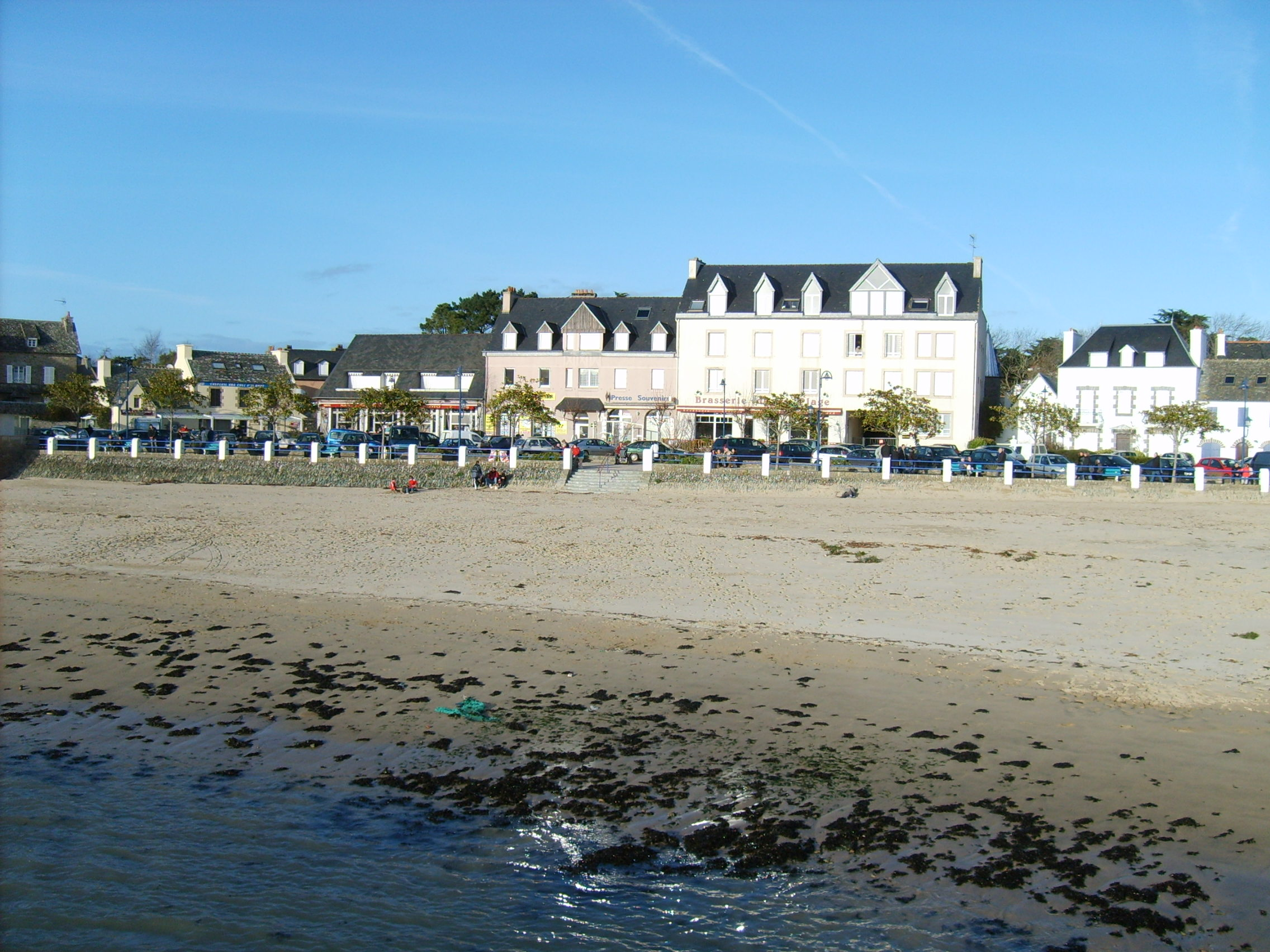
Strand Plage du Port
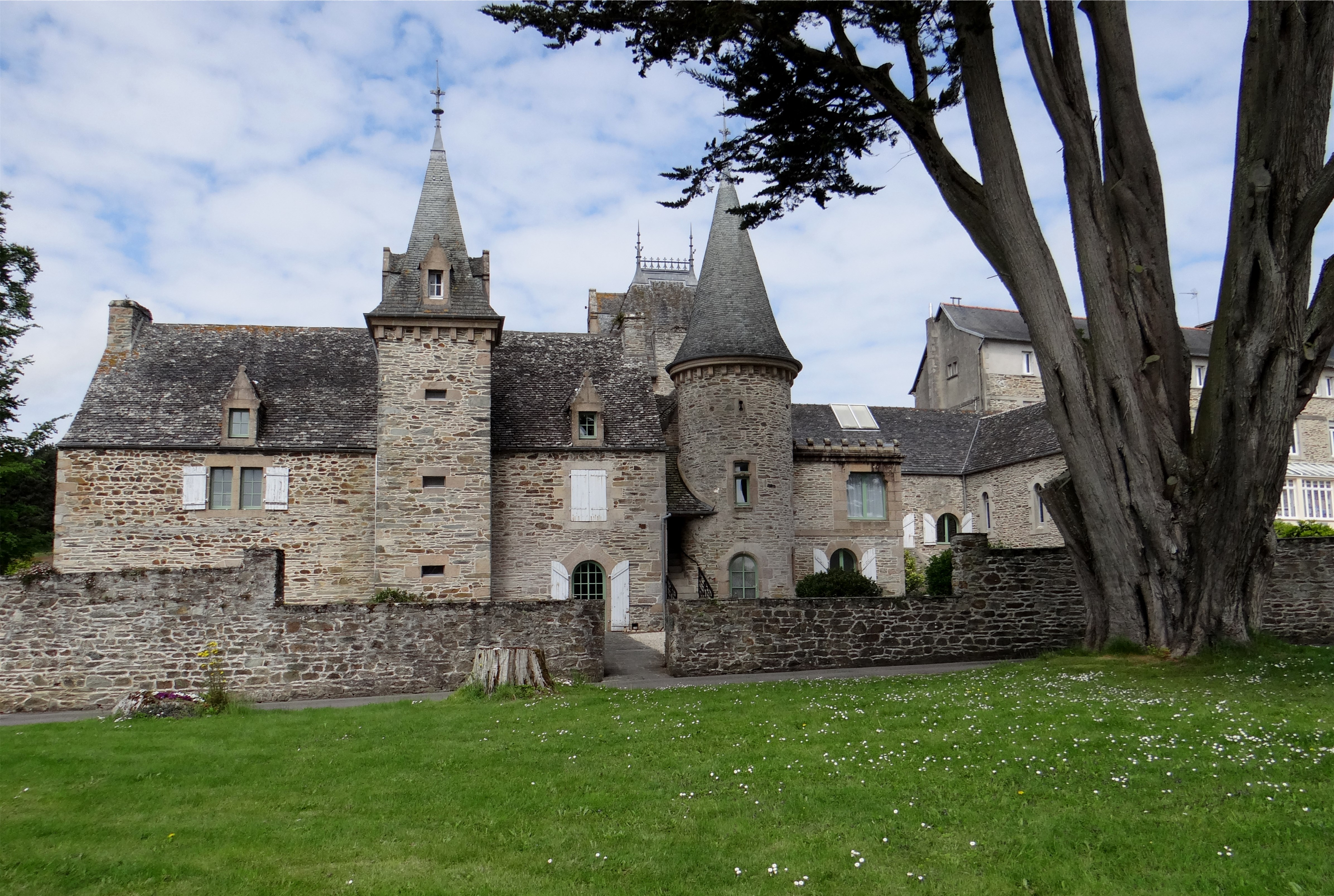
Manoir de L’Île-Blanche in Locquirec
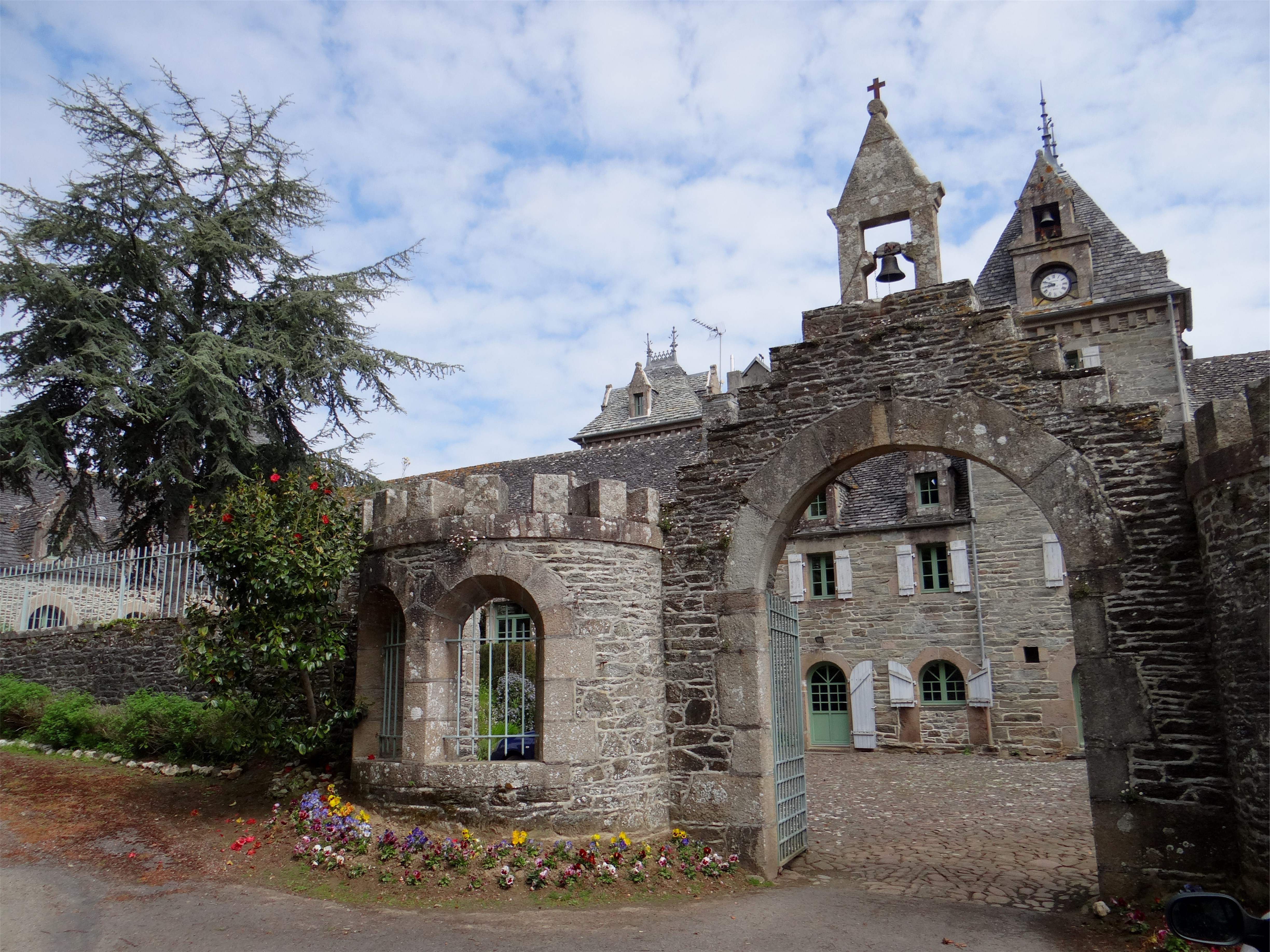
Manoir de L’Île-Blanche in Locquirec

Außerhalb des Ortes befinden sich:
- Der Brunnen des Hl. Efflam bei Plestin-les-Grèves[2]
- Château de Rosanbo[3], ursprünglich aus dem 14. Jh., mit seiner gepflegten, vier Hektar großen, von Achille Duchêne entworfenen Parklandschaft[4], 15 km südöstlich von Locquirec in der Gemeinde Lanvellec
- Château de Kergrist[5] bei Plouaret, 22 km östlich von Locquirec
- Château de Tonquedec[6] bei Kerfons, 25 km östlich von Locquirec
- La Chapelle des Sept-Saints[7] (Sieben Schläfer von Ephesus) bei der Ortschaft Le Vieux-Marché nahe Plouaret, 22 km östlich von Locquirec
- Château de Coatfrec (Ruine) bei Ploubezre, 23 km östlich von Locquirec
- Château de Kerjean, eines der schönsten Renaissance-Schlösser der Bretagne bei Saint Vougay, mit 20 Hektar großem Park, 55 km westlich von Locquirec

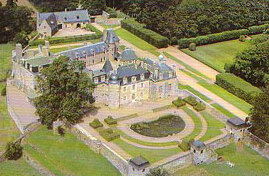
Château de Rosanbo bei Lanvellec
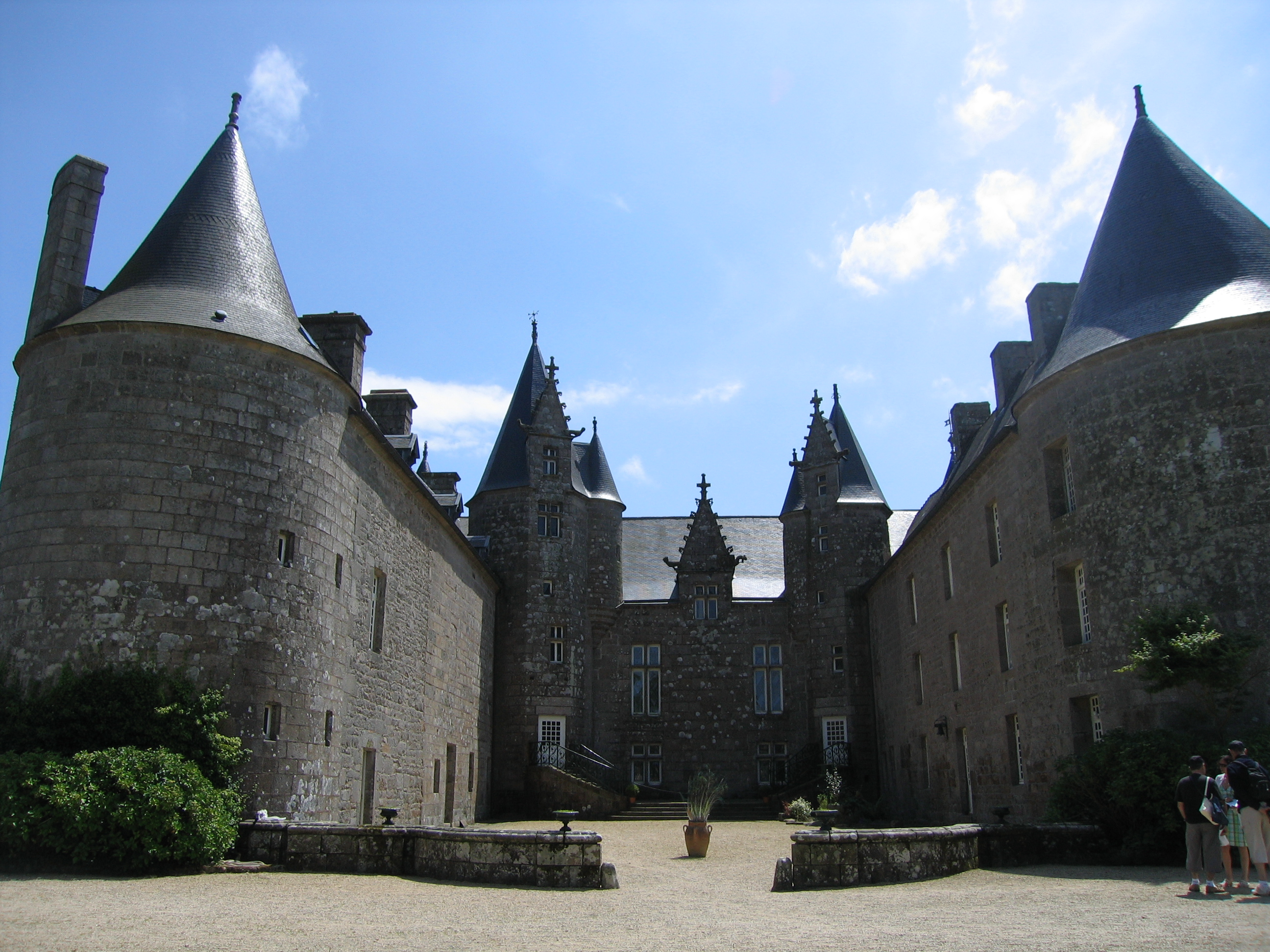
Château de Kergrist bei Plouaret
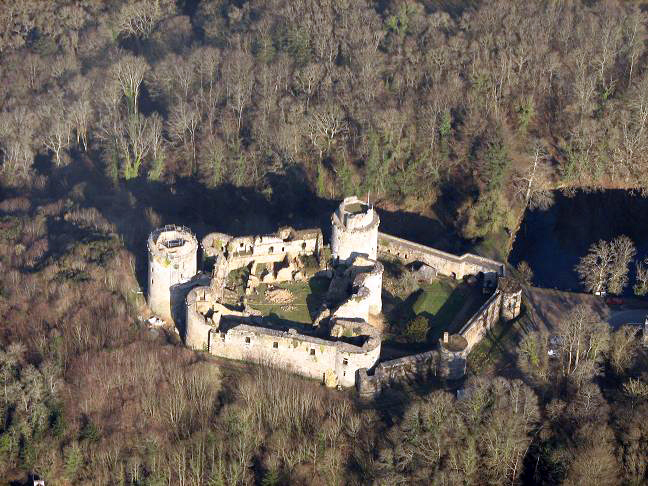
Château de Tonquedec bei Kerfons
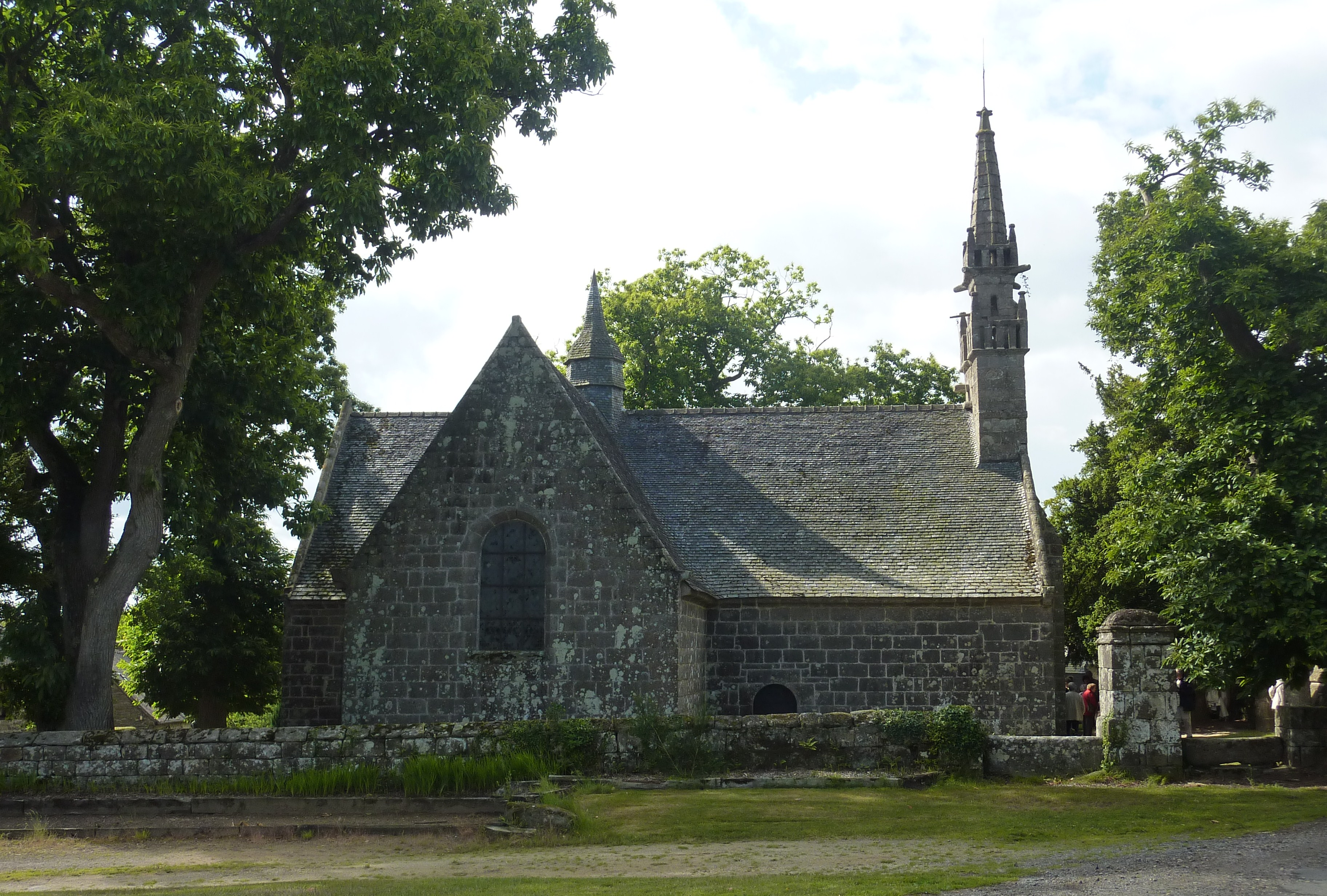
La Chapelle des Sept-Saints (Sieben Schläfer von Ephesus) bei Plouaret
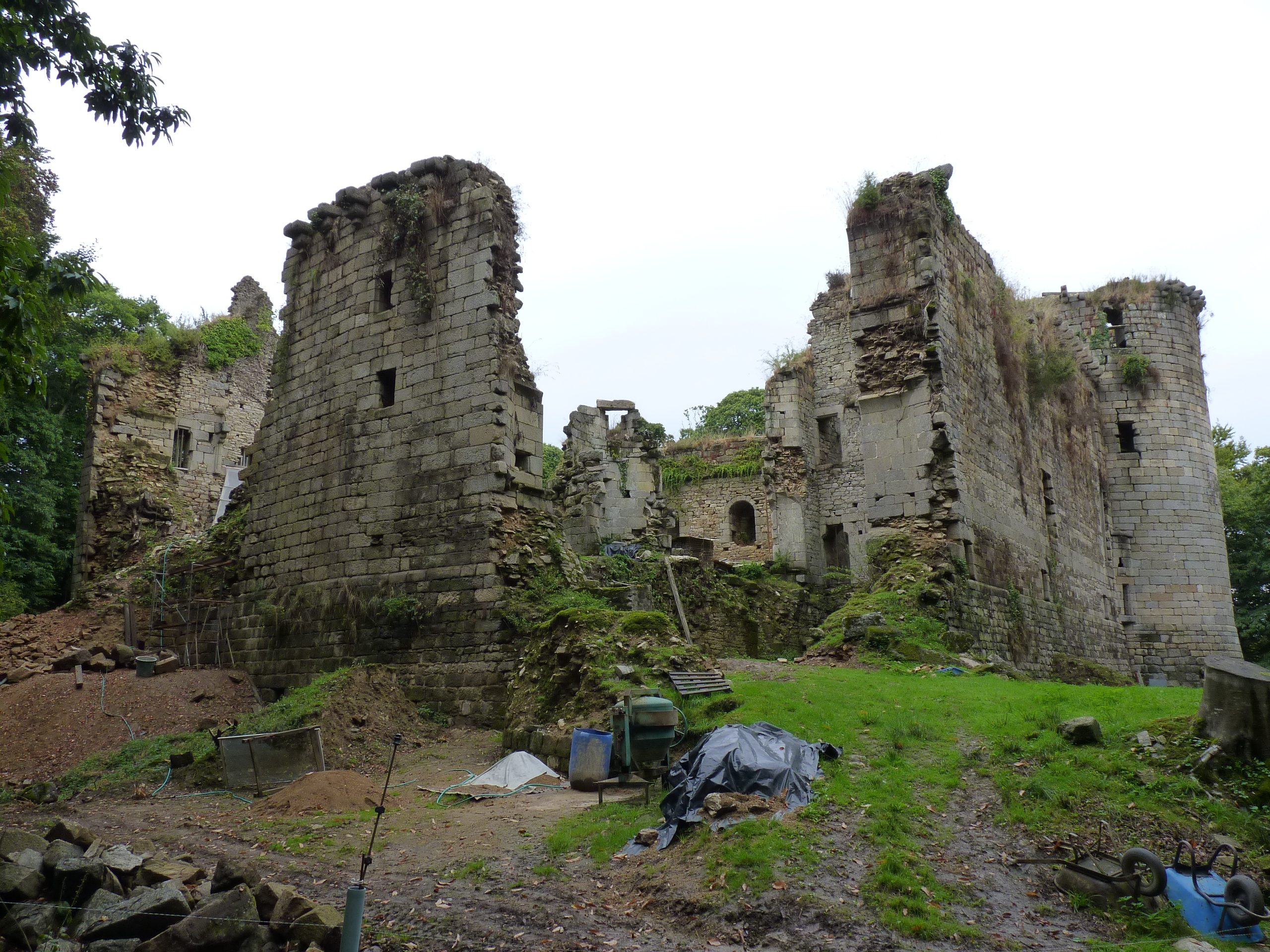
Château de Coatfrec bei Ploubezre
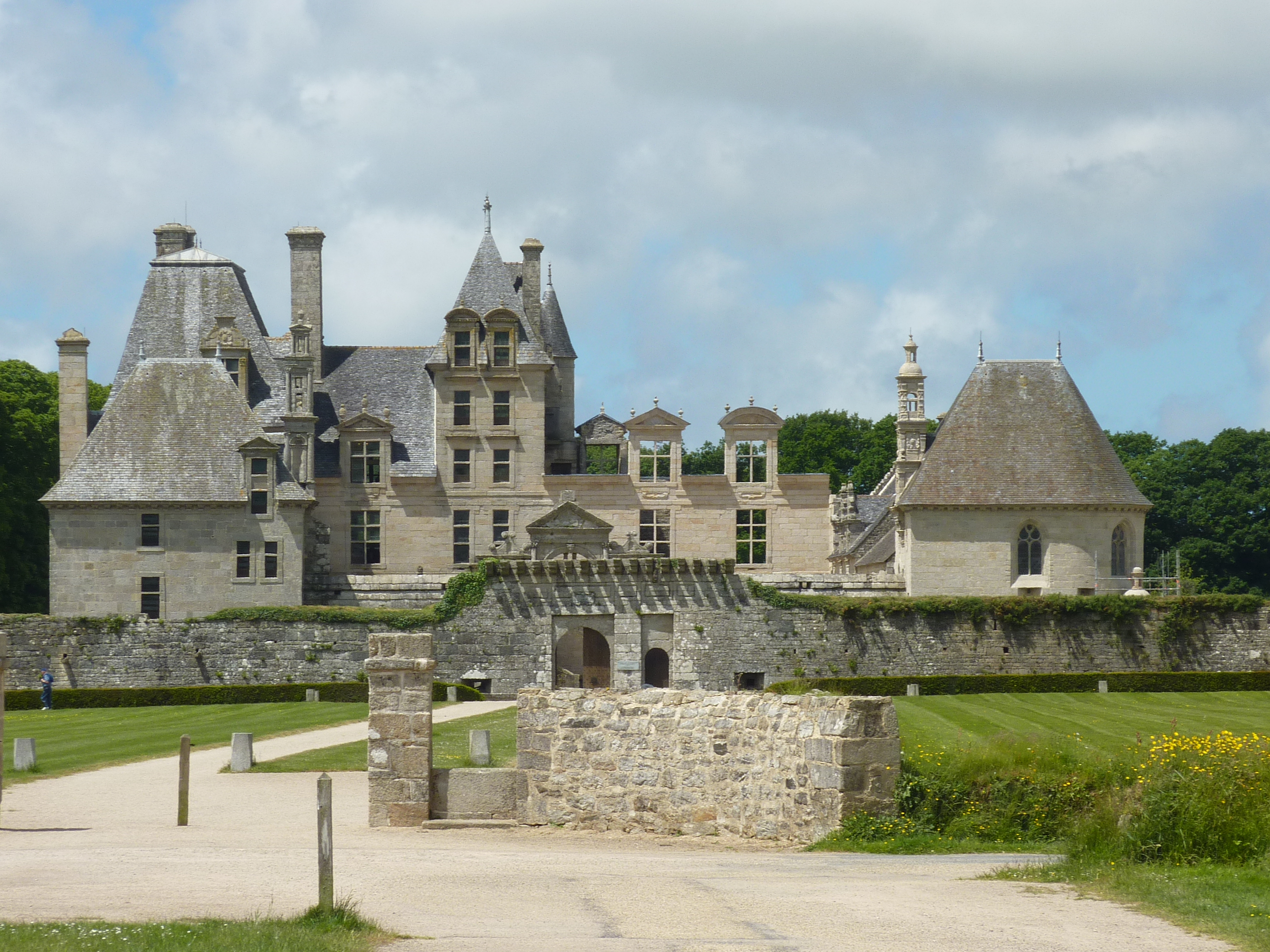
Château de Kerjean bei Saint Vougay

## Gemeindepartnerschaften
Locquirec unterhält eine Partnerschaft mit dem katalanischen Avinyó.